# マドゥライ県
マドゥライ県（மதுரை மாவட்டம் ; Madurai district）は、インド南部のタミル・ナードゥ州に属する30の県の一つ。県庁所在地はマドゥライ。

## 概要
2001年の国勢調査では、面積3452平方キロメートル、人口257万8201人、人口密度は747人/km2。
北はティンドゥッカル県、東はシヴァガンガイ県、南はヴィルドゥナガル県、西はテーニ県に接する。北ではティルッチラーッパッリ県にも僅かに接している。
マドゥライの市内には、著名な歴史的建造物であるヒンドゥー教寺院のミーナークシ寺院がある。
主な都市には、以下のようなものがある。
| - マドゥライ - ティルッパランクンダム - ショーリャヴァンダーン - ウシランパッティ | - メールール - ティルマンガラム - セーダッパッティ |

## 歴史
古くはマドゥライは、パーンディヤ朝の首都であった。詳細はマドゥライを参照。
マドゥライ県は、1968年のタミル・ナードゥ州発足以前の、イギリス領インド帝国マドラス管区時代から存在する。マドラス管区時代は、マドゥラ県（Madura district）という英語名が正式名称であった。
1985年9月15日、北部がティンドゥッカル県として分離。1997年1月1日には西側がテーニ県として分離した。

## 行政区分

### 郡
マドゥライ県は、以下の7つの郡（タミル語 வட்டம் 「円」 ; 英訳 taluk）に区分けされている。
- メールール郡（மேலூர் ; Melur）
- マドゥライ北郡（வட மதுரை ; Madurai-North）
- マドゥライ南郡（தென் மதுரை ; Madurai-South）
- ヴァーディッパッティ郡（வாடிப்பட்டி ; Vadipatti）
- ウシランパッティ郡（உசிலம்பட்டி ; Usilampatti）
- ティルマンガラム郡（திருமங்கலம் ; Thirumangalam）
- ペーライユール郡（பேரையூர் ; Peraiyur）

### 区
マドゥライ県は、以下の13の区（英訳 block）に区分けされている。
- コッターンパッティ区（கொட்டாம்பட்டி ; Kottampatti）
- メールール区（மேலூர் ; Melur）
- アランカーナッルール区（அலங்காநல்லூர் ; Alanganallur）
- マドゥライ西区（மேல் மதுரை ; Madurai-West）
- マドゥライ東区（கீழ் மதுரை ; Madurai-East）
- ヴァーディッパッティ区（வாடிப்பட்டி ; Vadipatti）
- ティルッパランクンダム区（திருப்பரங்குன்றம் ; Thirupparankundram）
- セッランパッティ区（செல்லம்பட்டி ; Chellampatti）？
- ティルマンガラム区（திருமங்கலம் ; Thirumangalam）
- カッリクディ区（கள்ளிகுடி ; Kallikudi）
- ウシランパッティ区（உசிலம்பட்டி ; Usilampatti）
- セーダッパッティ区（சேடப்பட்டி ; Sedapatti）
- ティー・カッルッパッティ区（டி கல்லுப்பட்டி ; T Kallupatti）